# Geneviève Cluny
Pour les articles homonymes, voir Cluny.
Thérèse Ginette Camille Jounay dite Geneviève Cluny, née le 18 avril 1928 à Bressuire (Deux-Sèvres), est une actrice française.
Elle a été l'épouse du réalisateur Alain Dhénaut (1942-2010).

## Biographie
Geneviève Cluny a connu la notoriété dans une publicité pour les dents blanches,

## Filmographie

### Cinéma
- 1956 : Mon curé chez les pauvres de Henri Diamant-Berger
- 1957 : L'Ami de la famille de Jack Pinoteau
- 1957 : Donnez-moi ma chance de Léonide Moguy
- 1958 : Le Tombeur de René Delacroix
- 1959 : Les Cousins, de Claude Chabrol
- 1959 : Un témoin dans la ville d'Édouard Molinaro
- 1959 : Arrêtez le massacre d'André Hunebelle
- 1960 : Les Jeux de l'amour de Philippe de Broca
- 1960 : Réveille-toi chérie de Claude Magnier
- 1961 : Le Farceur de Philippe de Broca
- 1961 : Une femme est une femme de Jean-Luc Godard
- 1961 : C'est pas toujours du caviar (Es muß nicht immer Kaviar sein ) de Géza von Radványi
- 1962 : Les Filles de La Rochelle de Bernard Deflandre
- 1962 : La Veuve joyeuse (Die lustige Witwe) de Werner Jacobs
- 1963 : Les Veinards de Jack Pinoteau, Philippe de Broca et Jean Girault
- 1965 : Baroud à Beyrouth (Agent 505 – Todesfalle Beirut) de Manfred R. Köhler
- 1968 : Un cri dans l'ombre (House of Cards) de John Guillermin

### Télévision
- 1962 : C'était écrit (Les Cinq Dernières Minutes no 25) de Claude Loursais, série TV
- 1966 : Vive la vie (saison 1, épisodes 27, 28, 29 et 30)
- 1973 : Ton amour et ma jeunesse (série télévisée en 24 épisodes de Alain Dhenaut, d'après le roman de Charles Exbrayat - 1er épisode diffusé le 25 octobre 1973 sur la 2e chaîne)